# リヒャルト・クローナー
リヒャルト・クローナー（Richard Kroner,1884年3月8日 - 1974年11月2日）は、ドイツの哲学者。新ヘーゲル主義の代表的な人物として知られている。カントやヘーゲルなどのドイツ観念論の哲学研究で知られ、代表作『カントからヘーゲルまで』はドイツ観念論の思想史的特徴を論じた有名な著で、現在においてもドイツ観念論研究における重要な書として知られている。他、宗教哲学にも功績がある。リヒアルト・クローナーとも表記される。

## 生涯
ブレスラウで生まれる。ユダヤ系の出身で父親はラビであった。若い頃からスピノザやカントに親しみ、高等学校卒業後、最初はブレスラウ大学ついでベルリン大学にて哲学を学ぶ。ベルリン大学ではゲオルク・ジンメルやヴィルヘルム・ディルタイの講義を受ける。さらに、ハイデルベルク大学に移り、当地でヴィルヘルム・ヴィンデルバントやクーノー・フィッシャーの講義を受ける。新カント派や新ヘーゲル主義が興隆してきた時代、クローナーもその影響を多大受けていた。さらに、フライブルク大学でハインリヒ・リッケルトの指導のもとで研究を続け、1908年に学位取得。その後雑誌『ロゴス』の創刊に携わった。
カントやヘーゲル研究で充分に素質はあったものの、当時のドイツ政府の反ユダヤ政策が響いた事もあり、私講師としての時代が長く続いた。1924年の40歳の時にドレスデン工科大学の教授になった。この頃に、代表作『カントからヘーゲルまで』を執筆し、ドイツ観念論研究の第一人者として知られるようになる。この本でクローナーは、カントの『純粋理性批判』を観念論哲学の端緒と位置づけ、その後ラインホルト、マイモン、フィヒテ、シェリングを通して、ヘーゲルにいたり観念論がその十全な展開にいたるという図式を示した。以後この図式は、1946年のシェリング没後100周年記念学会でヴァルター・シュルツに批判されるまで、ほぼドイツ哲学史の共通了解となり、またいまでも大きな影響力を持っている。フィヒテからシェリングを経てヘーゲルへという図式、またそこで彼らの観念論がそれぞれ独自の問題意識をもって展開され、それへの批判としてドイツ観念論が展開したという図式自体は、すでにクノー・フィッシャーにより提示されていたが、クローナーの業績は、この展開を、個々のテキストの分析と評価を通して一定の説得力をもって示したことにある（ただしフィヒテとシェリングの初期著作のみがそこでは取り上げられており、シュルツのように、二人の後期思想に注目する見方からは、おのずと批判の生じる余地も出てくる）。
1929年からキール大学教授。1930-1935年まで国際ヘーゲル協会会長に就任。しかし、ナチズムの台頭により、次第にユダヤ系であるクローナーの講義や研究に対する妨害行為が顕著になってくる。身の危険を感じたクローナーは1938年にイギリスに亡命した。また1939年からはアメリカへ移住した。
1942年からニューヨークのユニオン神学校の神学教授になり、ついでフィラデルフィアのテンプル大学の哲学教授となった。第二次世界大戦後は、アメリカを拠点に母国であるドイツとアメリカとを往復し、ヘーゲル研究者らとも交わった。1974年にスイスにて没。90歳だった。

## 著作

### 邦訳
- 『ヘーゲルの哲学』岩崎勉・大江精志郎訳。理想社出版部、1931年
- 『自由と恩寵』福井一光訳。教文社、1991年。 Freiheit und Gnade.
- 『ドイツ観念論の発展 カントからヘーゲルまで』上妻精監訳。理想社、1998年-2000年　2巻。Von Kant bis Hegel.(原タイトルは単に『カントからヘーゲルまで』。理想社の日本語への翻訳本はまだ完結しておらず、最終的には全4巻になる予定。)

### 伝記
- Ｗ.アスムス著/島田四郎・福井一光訳『ナチ弾圧下の哲学者 リヒャルト・クローナーの軌跡』(玉川大学出版部、1992年) Walter Asmus, Richard Kroner(1884-1974).

### 二次文献
- 『カント･ストゥディエンとロゴス』、ヘルマン・グロックナー、ゲオルク・ラッソン、ホルスト・ヘーネ、 カール・ラーレンツ、リヒャルト・クローナー、ケーテ・ナートラー、小松攝郞、他。哲学会『哲学雑誌』第47冊540号、1932年。